# Caracollo (plaats)
Caracollo is een kleine stad in het departement Oruro, Bolivia. Het is de hoofdplaats van de gemeente Caracollo, gelegen in de Cercado provincie. 
Bij de census van 2012 was ze naar aantal inwoners de 84ste stad van Bolivia.

## Bevolking
| Jaar | Populatie |
| ---- | --------- |
| 1992 | 3.837     |
| 2001 | 4.412     |
| 2012 | 5.356     |